# Bainuncos
Os bainuncos, banhuns ou bainuk são um subgrupo guineense e cabo-verdiano dos fulas, absorvido pelos manjacos e balantas. Vivem às margens do rio de São Domingos, na região de Cacheu.